# Symplocos hylandii
Symplocos hylandii är en tvåhjärtbladig växtart som beskrevs av H.P. Nooteboom. Symplocos hylandii ingår i släktet Symplocos och familjen Symplocaceae. Inga underarter finns listade i Catalogue of Life.